# Skaar Ridge
Skaar Ridge är en bergstopp i Antarktis. Den ligger i Östantarktis. Nya Zeeland gör anspråk på området. Toppen på Skaar Ridge är 2 132 meter över havet.
Terrängen runt Skaar Ridge är varierad. Trakten är obefolkad. Det finns inga samhällen i närheten.